# 111 Tauri

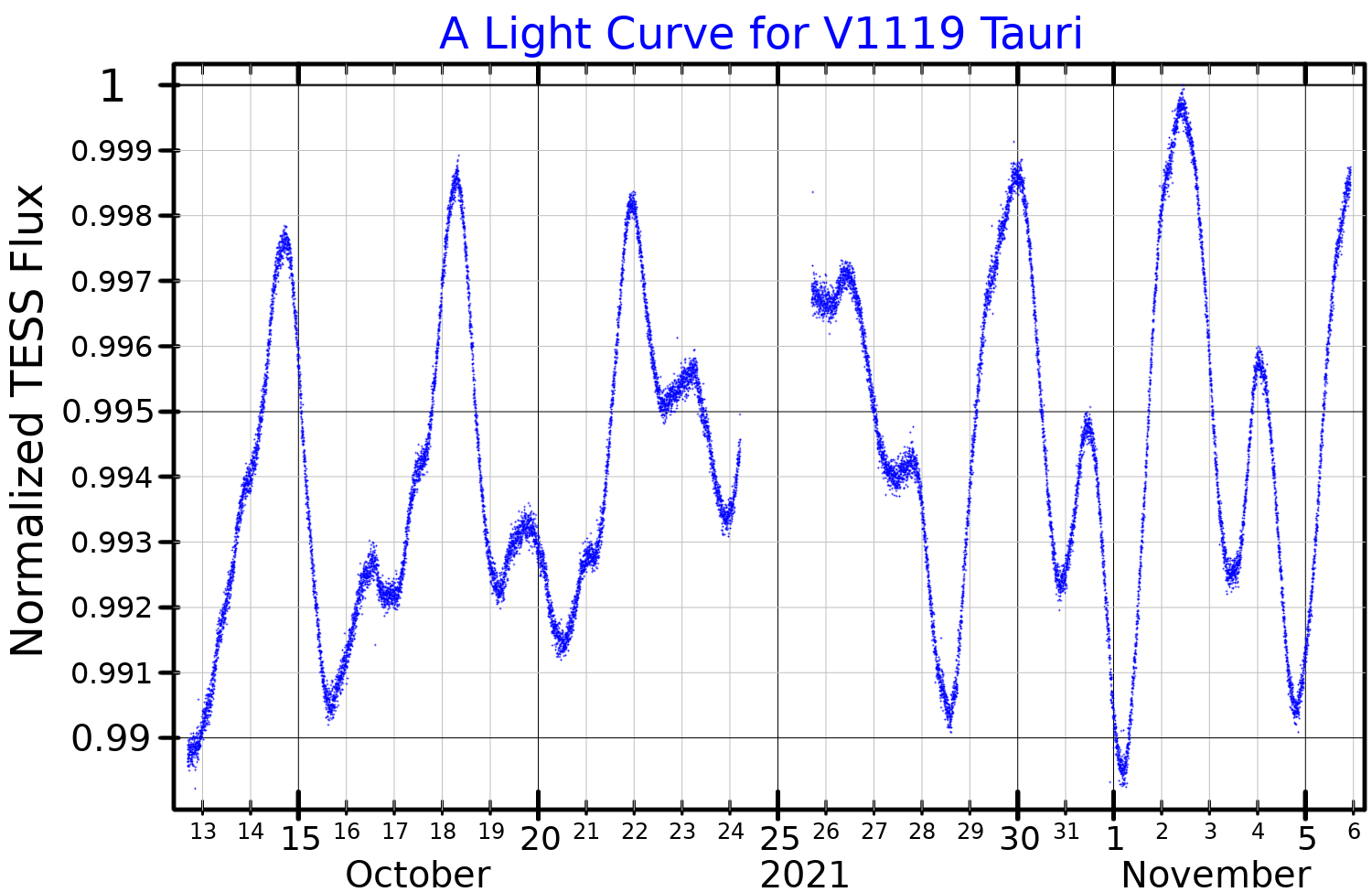
Lichtkromme van 111 Tauri A

111 Tauri is een tweevoudige ster en tevens een zwake röntgenbron in het sterrenbeeld Taurus met magnitude van +5,1149 en met een spectraalklasse van F8.V en K5.V. De ster bevindt zich 47,55 lichtjaar van de zon.
111 Tauri A heeft een redelijk hoge rotatieperiode van 3,503 dagen, vergeleken met de zons rotatieperiode van 25 dagen. Tevens wordt een circumbinaire stofschijf rond beide componenten vermoed. Het systeem lijkt dezelfde eigenbeweging te hebben als die van de actieve ster HIP 25220.
111 Tauri is lid van de Hyaden.